# Gilles De Rocco
Gilles De Rocco est un footballeur français né le 7 mars 1957 à Dijon (Côte-d'Or) qui évoluait au poste de gardien de but. 

## Biographie
Il joue comme gardien de but. Il est finaliste de la Coupe de France avec l’Olympique lyonnais en 1976. Il dispute 88 matchs en Division 1 avec ce club.
Il fait également une petite carrière d'entraîneur, en particulier à Ain Sud entre 2000 et 2003.

### Carrière de joueur
- 1974-1975 : Beaune
- 1975-1981 : Olympique lyonnais (D1)[1]
- 1981-1982 : USL Dunkerque (D2)
- 1982-1987 : CS Thonon Les Bains (D2)
- 1987-1990 : AS Red Star (D2)[2]

### Entraîneur
- 2000-2003 : Ain Sud Foot

### Palmarès
- International A', B, Espoirs, et Militaire
- Finaliste de la Coupe de France en 1976 avec l'Olympique lyonnais